# Chiesa di Sant'Antonino Martire (Badia Polesine)
La chiesa arcipretale di Sant'Antonino martire è un luogo di culto sito a Salvaterra, frazione del comune di Badia Polesine e in passato comune autonomo. Nella suddivisione territoriale della chiesa cattolica, è collocata nel vicariato di Badia-Trecenta, a sua volta parte della Diocesi di Adria-Rovigo, ed è sede parrocchiale.

## Storia

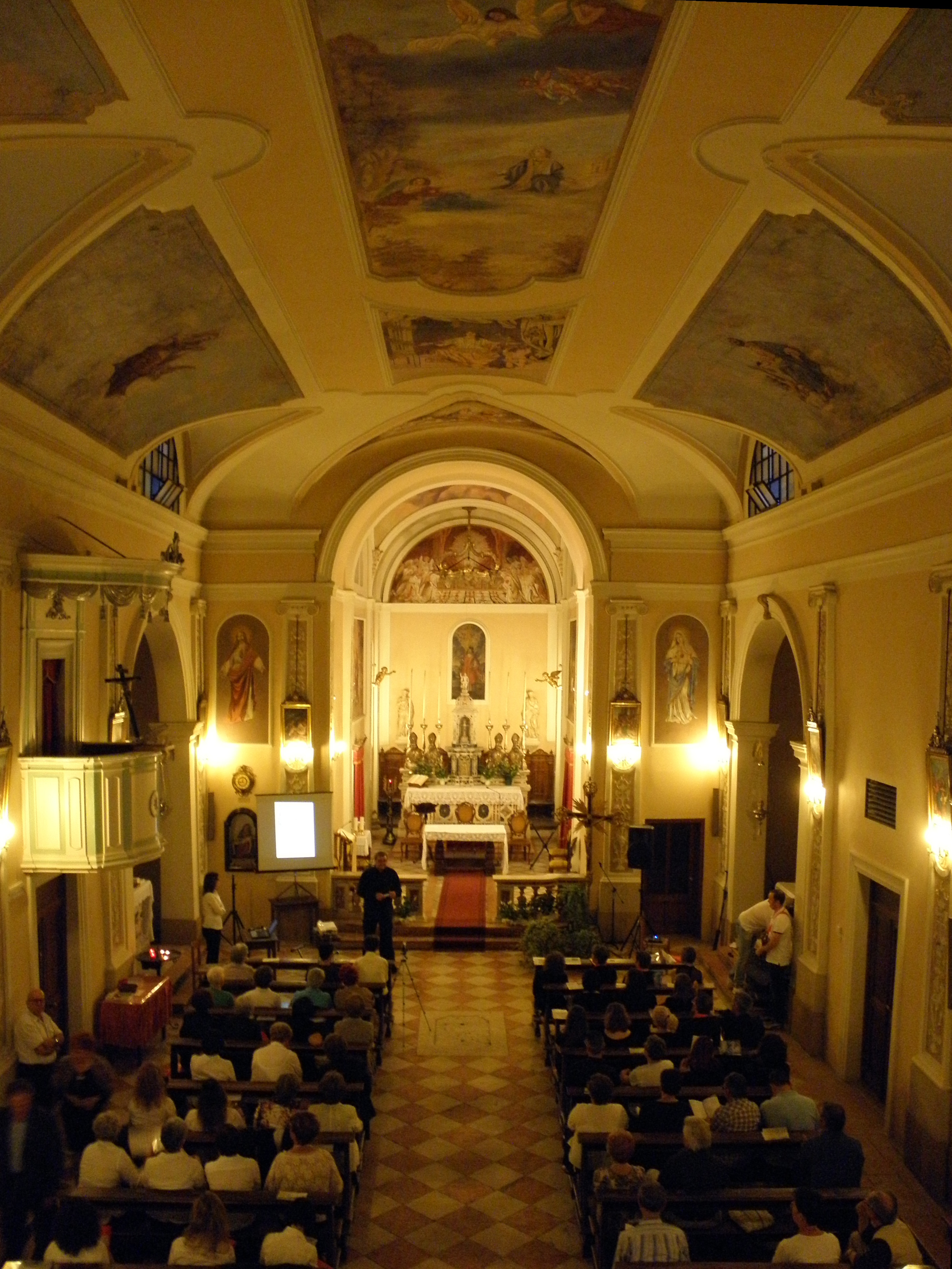
L'interno

La prima citazione di una chiesa a Salvaterra risale al 1123 ed era compresa nel territorio dell'abbazia territoriale della Vangadizza. Si sa che, all'inizio del XV secolo, questa chiesa era già parrocchiale e che, nel Cinquecento, era dotata di tre altari. L'attuale parrocchiale, edificata grazie al prezioso contributo del cardinale Pietro Ottoboni, venne completata nel 1686. Nel 1708 fu terminata la facciata e, nel 1792, la chiesa passò alla diocesi di Adria in seguito alla soppressione della sopra citata abbazia. Nel 1922 furono colpiti da un fulmine sia la chiesa che il campanile; quest'ultimo venne riedificato nel 1925. 
Infine, nel 1951, la chiesa fu riconsacrata.
Un ulteriore intervento di restauro ha interessato gli interni e si è concluso nel 2002, mentre la torre campanaria e la facciata sono state restaurate e ridipinte rispettivamente nel 2015 e nel 2022
Il campanile ospita 4 campane intonate sulla scala musicale di La bemolle maggiore. La campana grande, è l'unica rimanente del concerto precedente al secondo conflitto mondiale, concerto che si salvò dal crollo del campanile nel 1922 dovuto ad un fulmine, e reca la data 1815. È stata fusa ad opera dei fonditori Canciani Veneti ed è dedicata alla Beata Vergine Maria e a S. Antonino Martire. Le altre tre campane sono restituzioni belliche della Seconda Guerra Mondiale e risalgono al 1948, fuse ad opera della fonderia Daciano Colbachini di Padova.

## L'interno
L'interno, ad unica navata, è illuminato da sei finestroni a lunetta. Lungo i fianchi dell'aula si aprono 6 profonde cappelle adornate da pregevoli altari marmorei e dedicati rispettivamente: al Crocefisso e SS. Sacramento, a S. Valentino, alla Beata Vergine del Rosario, a S. Antonio da Padova e per quanto riguarda l'altare maggiore a S. Antonino.  

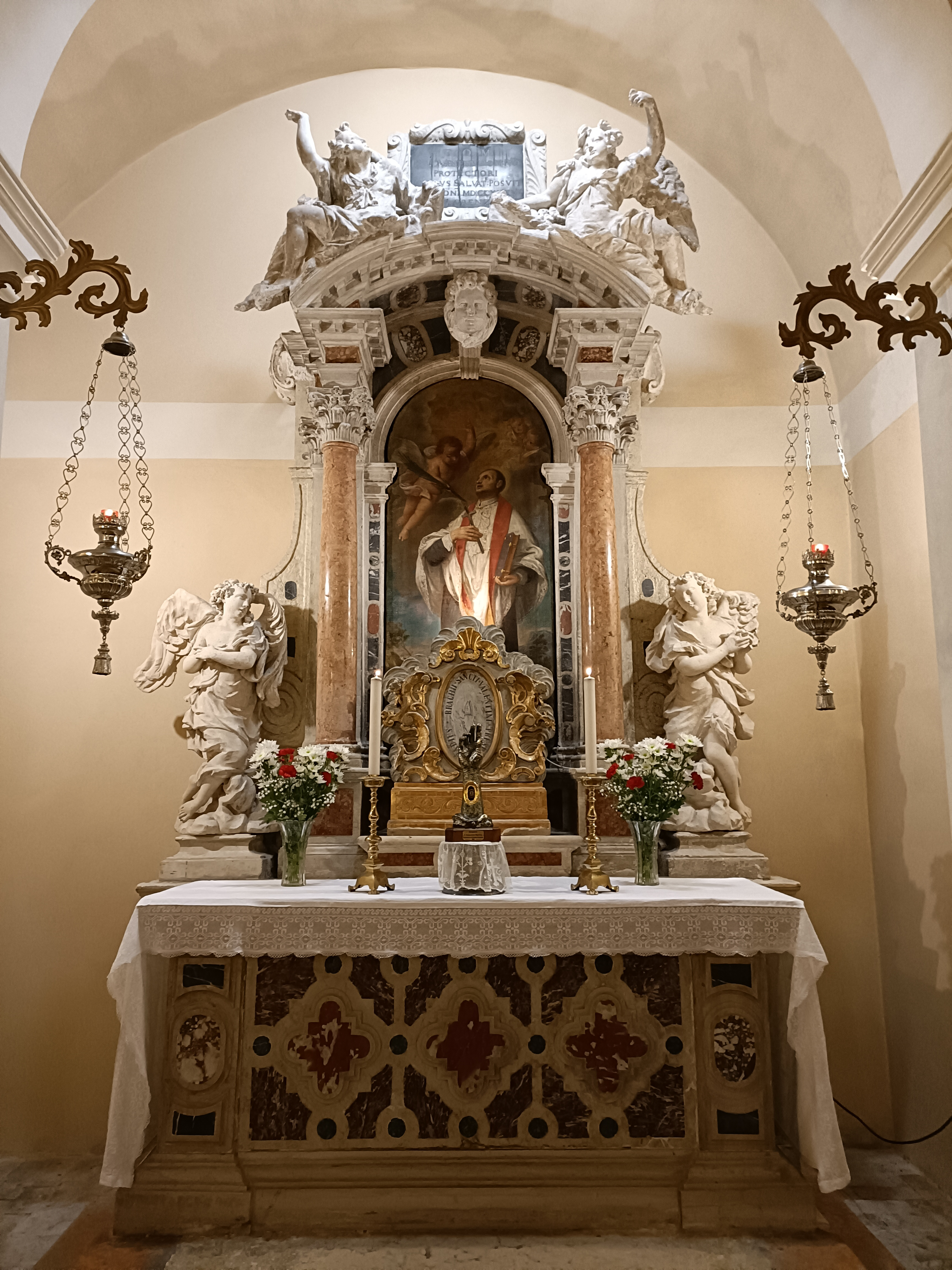
Altare di S. Valentino 1736

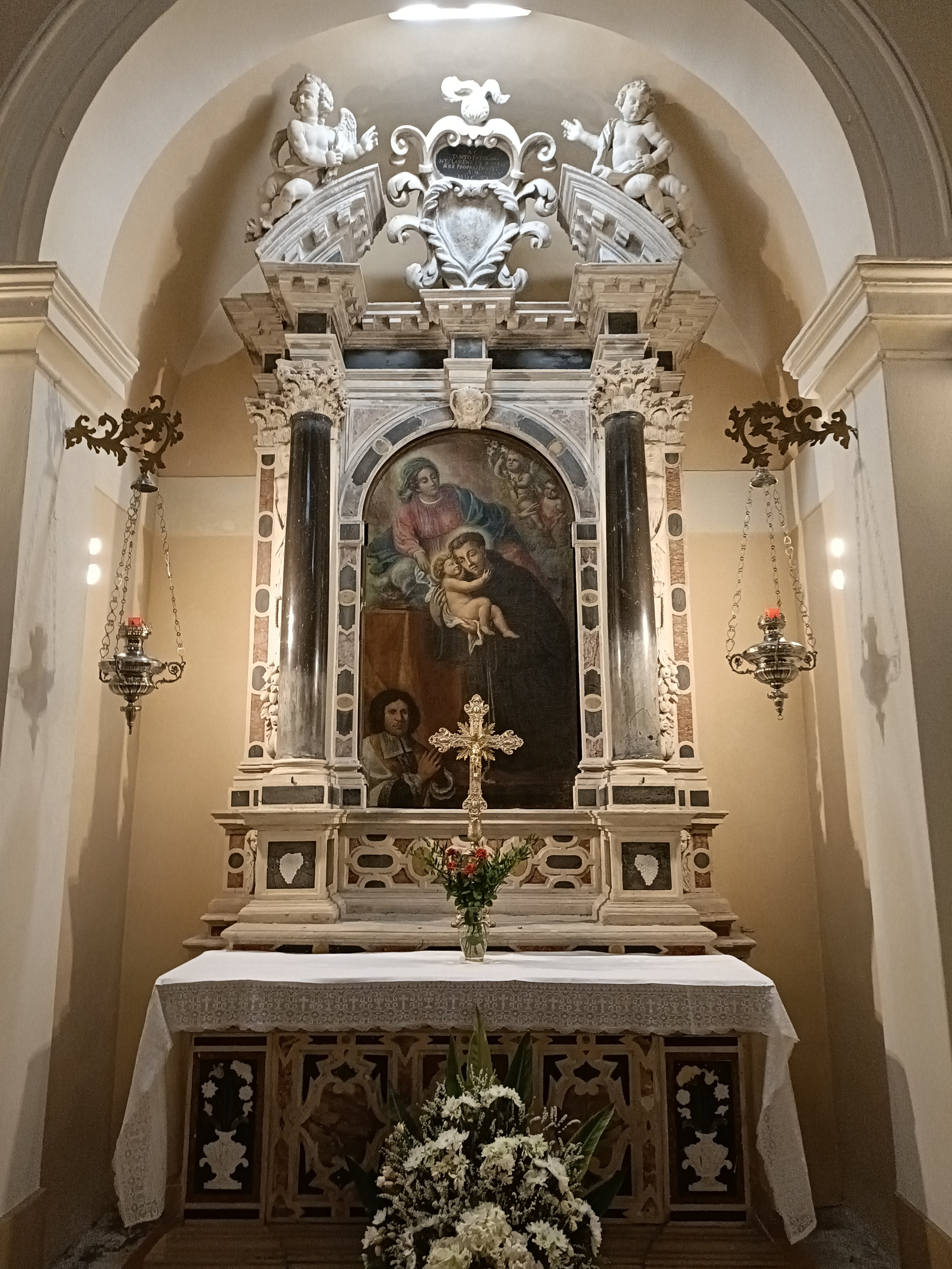
Altare di S. Antonio da Padova 1607

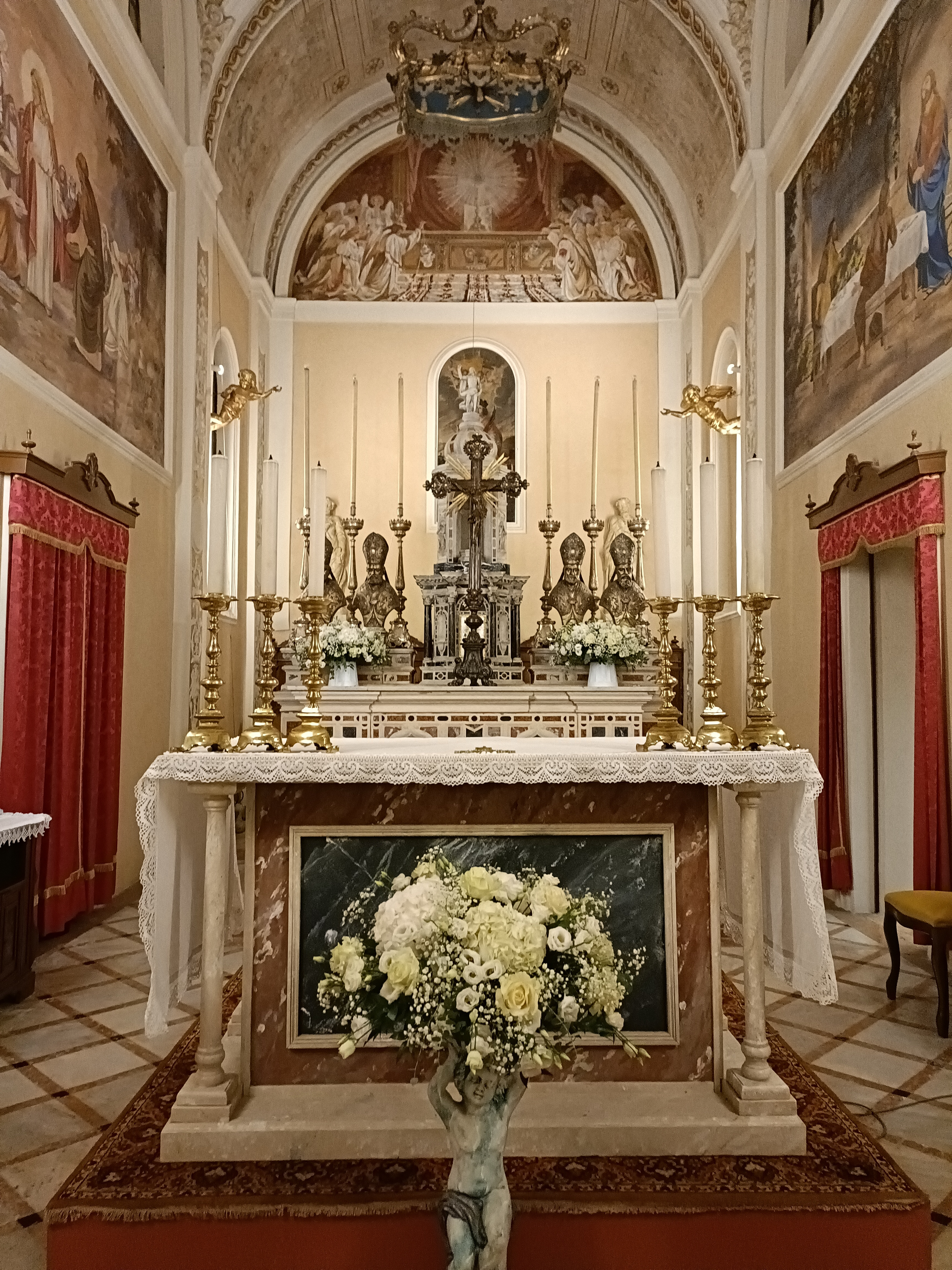
Presbiterio e altare maggiore

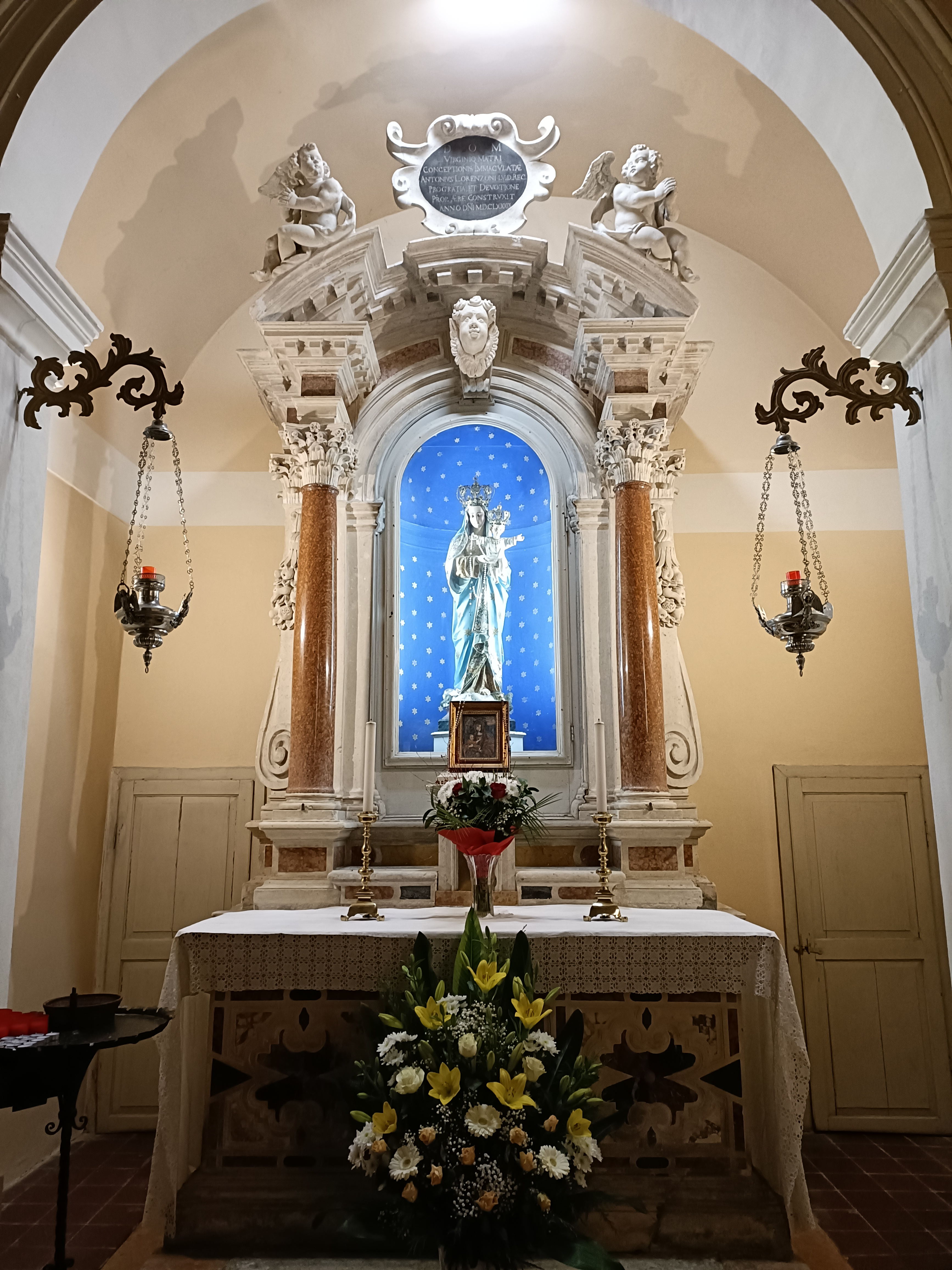
Altare della B.V. del rosario 1689

All'inizio dello scorso secolo è stato realizzato un ciclo di dipinti murali dal pittore sermidese A. Baldissara per decorare il soffitto della navata, il presbiterio e la cupola; Tra le opere degne di nota qui conservate troviamo quattro busti reliquiari posti sull'altare maggiore e raffiguranti i Santi Vescovi Biagio, Agostino, Bellino e Carlo. Sono presenti inoltre due pregevoli crocifissi lignei, uno posto nel presbiterio mentre l'altro è conservato in sagrestia. È inoltre presente una pregevole scultura lignea raffigurante la Pietà posta in una nicchia sotto l'arco trionfale, quest'opera risale al '700. Degno di nota è il baldacchino (anche detto copricielo) che sovrasta l'altare maggiore, al quale, nelle maggiori solennità viene appeso un padiglione di seta rossa damascata.

## L'organo

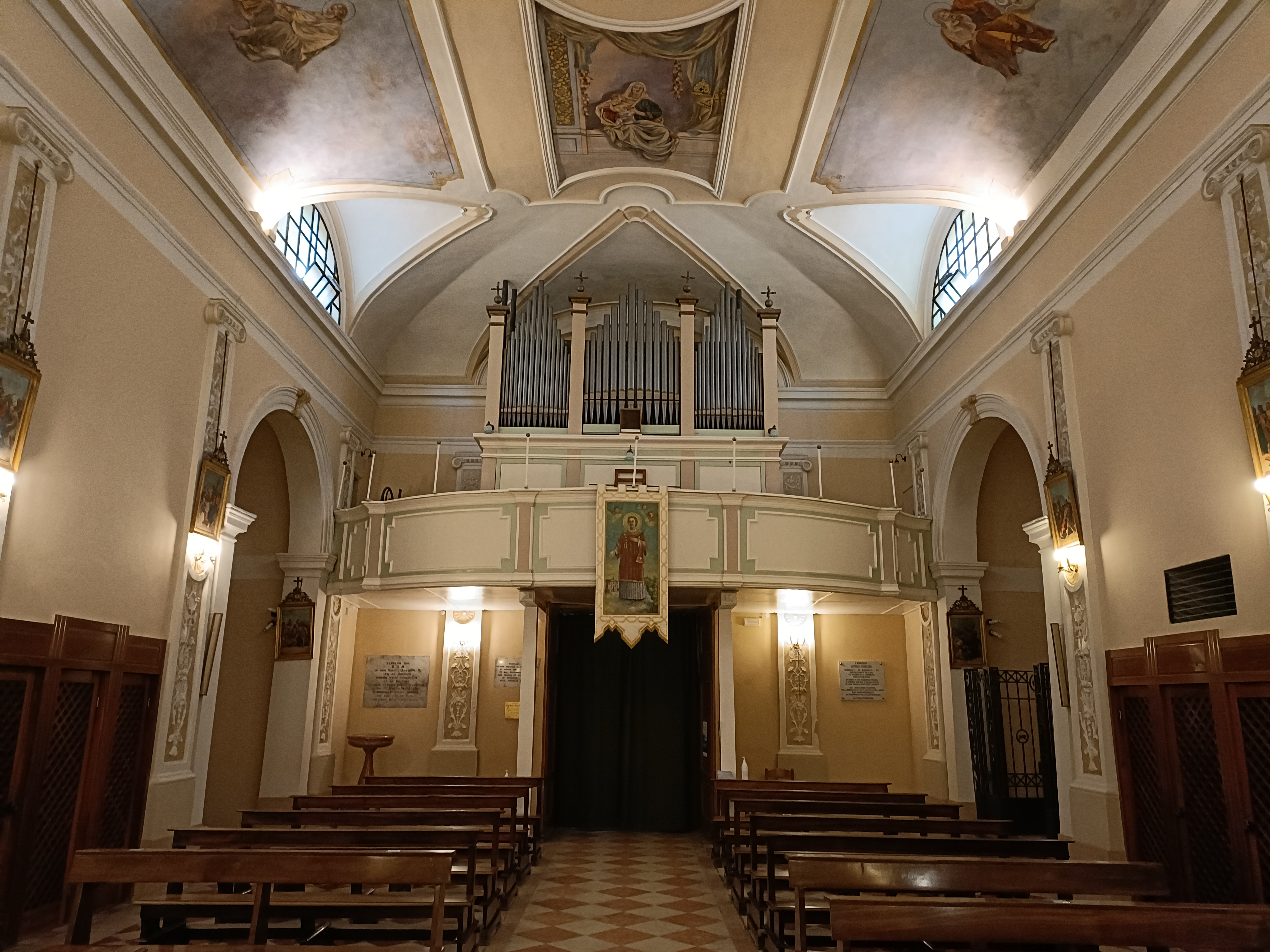
Cantoria e organo di Annibale Pugina 1910

sulla cantoria in controfacciata è presente l'organo a canne realizzato dalla ditta Annibale Pugina di Padova nel 1910, esso è a trasmissione pneumatico - tubolare, presenta un prospetto in tre campate a cuspide, una tastiera cromatica di 58 tasti e pedaliera concava cromatica di 27 note. Dispone di 12 registri, di seguito la disposizione fonica:
G. organo:
Principale 8'
Dolce 8'
Tromba 8'
Ottava 4'
Decima quinta 2'
Ripieno 4 file

O. espressivo:
Gamba 8'
Bordone 8' 
Fugara 4'
Voce celeste 8'

Pedale:
Contrabasso 16'
Cello 8'
Lo strumento, restaurato nel 2013 viene spesso utilizzato.

## Note

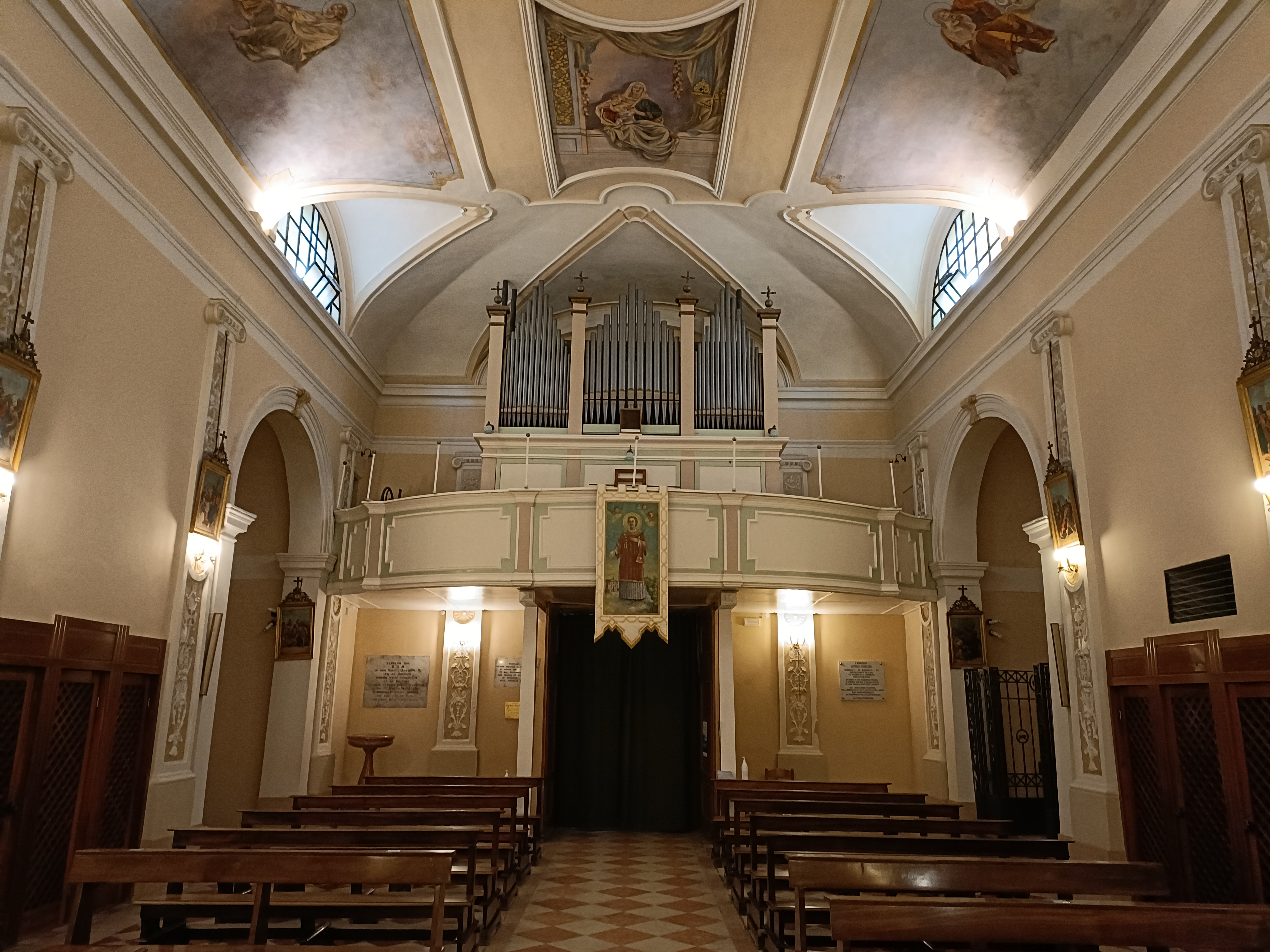